# Justin (povjesničar)
Justin, Marko Junijan (lat. Marcus Junianius Justinus), bio je rimski povjesničar koji je živio u doba Carstva, u 2., 3. ili 4. stoljeću.  Autor je epitome (sažetka) iz djela Pompeja Troga "Filipova povijest" (Epitome Historiarum Philippicarum).
Justinovo ime navodi se samo u naslovu njegova djela i to u genitivu "M. Juniani Justini“, dok se o njegovom životu ne zna ništa. Izvjesno je da je živio poslije Pompeja Troga. 
Justinovo djelo, okarakterizirano kao "mjestimično elegantno", često su čitali i koristili srednjovjekovni pisci.

## Vanjske poveznice
- Justinova djela na latinskom jeziku (The Latin Library)
- Forum Romanum: Justin
- Latinski tekst (Katoličko Sveučilište u Louvainu)  Arhivirana inačica izvorne stranice od 27. studenoga 2012. (Wayback Machine)
- John Selby Watson: „Justin“, 1853.  Arhivirana inačica izvorne stranice od 2. ožujka 2021. (Wayback Machine)
- Justin (enciklopedija Britannica)